# Conchaspis lepagei
Conchaspis lepagei är en insektsart som beskrevs av Hempel 1937. Conchaspis lepagei ingår i släktet Conchaspis och familjen Conchaspididae. Inga underarter finns listade i Catalogue of Life.